# Ophiodes vertebralis
Ophiodes vertebralis är en ödleart som beskrevs av Bocourt 1881. Ophiodes vertebralis ingår i släktet Ophiodes och familjen kopparödlor. Inga underarter finns listade i Catalogue of Life.
Arten förekommer i södra Brasilien, Uruguay och kanske norra Argentina. Honor lägger inga ägg utan föder levande ungar.